# Karl Andreas Endres
Karl Andreas Endres (* 2. Oktober 1882 in Würzburg; † 25. Dezember 1954 in Bad Kissingen) war ein deutscher Politiker der CSU.

## Leben und Beruf
Endres studierte in seinem Geburtsort Würzburg Jura, im Rahmen des Studiums absolvierte er seine Vorbereitungszeit bei Gericht und Verwaltung, daneben war er mehrere Jahre als Journalist tätig. 1913 ließ er sich als Rechtsanwalt in Bad Kissingen nieder. Im Ersten Weltkrieg war er als Soldat an der Westfront im Einsatz. 1933 und 1944 geriet er in sogenannte "Schutzhaft". Nach dem Zweiten Weltkrieg kehrte er in Bad Kissingen in seine alte Tätigkeit als Notar und Rechtsanwalt zurück.

## Politik
Endres war ab 1918 in der BVP als Vorsitzender des Ortsvereins in Bad Kissingen aktiv, dort gehörte er auch dem Stadtrat an. 1945 wurde er kurzzeitig zum Landrat des Landkreises Mellrichstadt ernannt. Er beteiligte sich an der Gründung des Ortsverbandes der CSU in Bad Kissingen und wurde erneut Mitglied des Stadtrats. 1946 gehörte er der Verfassunggebenden Landesversammlung in Bayern an.